# Scarlett (G.I. Joe)
Scarlett (también lanzada como Agente Scarlett) es un personaje ficticio de la línea de juguetes, cómics y series animadas G.I. Joe: A Real American Hero. Ella es uno de los miembros originales del Equipo G.I. Joe y debutó en 1982. El personaje también aparece tanto en la serie animada G.I. Joe: Sigma 6 como en los cómics. Scarlett fue interpretada por la actriz Rachel Nichols en la película de 2009 G.I. Joe: The Rise of Cobra y Samara Weaving en la película de 2021 Snake Eyes.

## Perfil
Su verdadero nombre es Shana M. O'Hara y nació en Atlanta, Georgia. Su principal especialidad para el equipo es la contrainteligencia. Scarlett también es experta en artes marciales y acrobacias. Comenzó a entrenar a los 9 años con su padre y tres hermanos, todos instructores, y obtuvo su primer cinturón negro a los 15 años. Scarlett también se graduó summa cum laude y aprobó sus exámenes para ejercer la abogacía antes de unirse al ejército. Se graduó de la Escuela de Guardabosques y Entrenamiento de Infantería Avanzada y recibió educación especial en la Escuela de Operaciones Encubiertas, la Escuela de Francotiradores Marinos, la Escuela de Servicio Aéreo Especial y el Simposio de Tae Kwon Do Marino.  Aunque es tan hábil con las armas estándar como cualquiera de sus camaradas, su arma preferida es el poder ballesta XK-1, que dispara varios pernos con funciones especializadas. Scarlett también es una experta cualificada con el M-14, M-16, pistola automática M1911A1, lanzagranadas M79, M-3A1, rifle de francotirador M-700 Remington, MAC-10, estrellas arrojadizas, garrote y KA-BAR (cuchillo de combate).
Scarlett se desempeñó como miembro destacado del equipo G.I. Joe hasta que se disolvió en 1994. Cuando se restableció el equipo, a Scarlett se le ofreció un puesto como comandante de campo, junto con Stalker y Gung-Ho.
Tiene el pelo largo y rojo, que tiende a recoger en una cola de caballo. En algunas apariciones, habla con un acento sureño o un acento georgiano localizado. Su lema personal es: "La belleza puede ser solo superficial, pero letal es hasta los huesos".

### Action Force
El personaje de Z Force, Quarrel,  es el equivalente de la Fuerza de Acción Europea de Scarlett. Quarrel interpretó a la hija de un diplomático suizo y se especializó en artes marciales. Fue nuevamente caracterizada en los cómics de Battle Action Force que la acompañan en 1985, esta vez como "Scarlett". Sin embargo, su personaje fue elegido como un agente encubierto belga.

## Juguetes
Scarlett se lanzó por primera vez como figura de acción en 1982.Fue la primera figura de acción femenina en la línea de juguetes "A Real American Hero", lo que la convirtió en una de las únicas figuras de ese año en tener un molde completamente único. Su molde también es único en el sentido de que es la única figura que no tiene agujeros en los pies. Todas las dieciséis figuras originales de 1982 se lanzaron con "brazos rectos". La misma figura fue relanzada en 1983 con "agarre de batalla de brazo giratorio", lo que facilitó a las figuras sostener sus rifles y accesorios.
En 1993 se lanzó una nueva versión de Scarlett como parte de la línea Ninja Force.Esta figura usó un material de cabello sintético para hacer su cola de caballo. Además, todas las figuras de Ninja Force fueron diseñadas con un "movimiento ninja real". La pierna derecha con resorte de Scarlett podría empujarse hacia atrás y luego soltarse, lo que haría que saltara hacia adelante en un movimiento de patada.
Cuando se lanzaron las nuevas figuras de acción de G.I. Joe basadas en la línea G.I. Joe: A Real American Hero en 2002, Hasbro no renovó su reclamo de marca registrada con el nombre "Scarlett" y ya no pudo lanzar el personaje con ese nombre adjunto. Por lo tanto, fue liberada como "Agente Scarlett" y su rango volvió a ser sargento E-5.

### Variantes internacionales
En Argentina, el molde de 1982 de Scarlett se volvió a teñir de rubio con un uniforme azul y blanco, y se lanzó como "Glenda".
En Europa, el molde de 1982 de Scarlett se volvió a teñir de rubio, con un uniforme verde oscuro y negro, y se lanzó como "Quarrel". Esta figura era parte de la línea Action Force y venía empaquetada con la motocicleta Z-Force RAM (una motocicleta GI Joe Rapid Fire que había sido recoloreada en verde y negro). En 1984, fue nuevamente pintada y caracterizada con la segunda generación de Action Force, esta vez como "Scarlett", y lanzada con la gama AF de tercera generación. La gama se suspendió en Europa a fines de la década de 1980. Más tarde, el G.I. Joe Collectors Club lanzó un exceso de figuras de Quarrel, como obsequio promocional en la Convención G.I. Joe de 1992.

### 25 aniversario
En 2007, Scarlett apareció en el paquete de 5 del 25 aniversario del equipo G.I. Joe como oficial de inteligencia, utilizando un nuevo molde basado en gran medida en su primer diseño. También fue lanzada en varios paquetes de historietas diferentes. En 2008, fue liberada como oficial de Contrainteligencia, con su uniforme pintado de azul y plata, como homenaje a Glenda.

### The Rise of Cobra
Para coincidir con el lanzamiento de la película G.I. Joe: The Rise of Cobra, Hasbro lanzó dos figuras en julio de 2009 basadas en el personaje de la película Scarlett. Para ambos lanzamientos, aparece como Shana "Scarlett" O'Hara. El primero, clasificado como Desert Ambush, la presenta con el uniforme negro estilo película. El segundo, clasificado como Covert Operations, presenta a Scarlett con un uniforme de camuflaje.
La versión G.I. Joe: Resolute de Scarlett se lanzó como parte del G.I. Joe Battle Set en 2010. La versión G.I. Joe: Renegades de Scarlett se lanzó como figura de acción en 2011, como parte de la línea 30th Anniversary.

### Serie clasificada de G.I. Joe
El segundo trimestre de 2020 ve el lanzamiento de G.I. Joe Classified Series, una nueva línea de figuras de acción de escala de 6 pulgadas altamente articuladas que incluye personajes prominentes como Scarlett. Esta línea presenta decoración, detalles, articulación y un diseño clásico de primera calidad actualizados para llevar a los personajes clásicos a la era moderna, además de accesorios inspirados en la rica historia de cada personaje.

## Comics

### Marvel Comics
Scarlett apareció por primera vez en la serie de Marvel Comics G.I. Joe: A Real American Hero #1 (Junio 1982).
En un flashback, se reveló que Scarlett era uno de los miembros originales del equipo Joe, y una de sus primeras tareas fue entrenar al nuevo equipo en el combate cuerpo a cuerpo. Durante uno de esos ejercicios, Scarlett conoció a Snake Eyes por primera vez. Si bien superó a la mayoría de los miembros del equipo, reconoció que Snake Eyes era un luchador superior, pero permitió que Scarlett lo derrotara. Esto tenía intrigada a Scarlett, y se hicieron cercanos con bastante rapidez. Más tarde, en una misión en el Medio Oriente, Snake Eyes, Scarlett, Rock 'n Roll y Grunt fueron enviados para salvar a George Strawhacker de Cobra. En el camino, un accidente de helicóptero obligó a los Joe a rescatar, pero Scarlett quedó atrapada en el helicóptero en llamas. Snake Eyes se quedó atrás para salvarla. Rescató a Scarlett, pero una ventana le explotó en la cara, dejándolo cicatrizado y dañando sus cuerdas vocales. A pesar de sus heridas, Snake Eyes convenció a Hawk para que lo dejara continuar con la misión.
Scarlett se convirtió en un miembro vital del equipo G.I. Joe, e incluso estuvo al mando de algunas misiones desde el principio. Scarlett fue uno de los primeros Joes en poner un pie en Springfield, una ciudad oculta en los Estados Unidos controlada por Cobra. Allí, un niño misterioso llamado Billy, quién luego se revelaría como el hijo del Comandante Cobra, los ayudó a escapar. Más tarde, Scarlett fue capturada por Storm Shadow y llevada al castillo de Destro en Trans-Carpatia. Poco después, ella es rescatada por Snake Eyes y se descubrió que Storm Shadow era el amigo de Snake Eyes, Tommy Arashikage, de Vietnam, y que se habían entrenado en el mismo clan ninja.
Scarlett dirigió una misión a la nación de Sierra Gordo, cuando las fuerzas Cobra capturaron a Snake Eyes allí. Los Joe no pudieron rescatar a Snake Eyes y lo llevaron al Consulado Cobra en Nueva York. Con la ayuda de Storm Shadow, Scarlett se infiltró en el Consulado y rescató a Snake Eyes. Más tarde, cuando Stalker, Snow Job y Quick Kick fueron arrojados a un gulag en el país soviético de Borovia, Snake Eyes y Scarlett desafiaron las órdenes de rescatar a Stalker y los demás. Ellos fingieron sus propias muertes y se infiltraron en un circo que viajaba por Europa del Este, haciéndose pasar por acróbatas y lanzadores de cuchillos.
Scarlett vuelve a estar gravemente herida, cuando una Baronesa vengativa, que pensó que Snake Eyes había matado a su hermano, le disparó a quemarropa en medio del secuestro de Snake Eyes. Después de que ella cae en coma y los médicos proclaman que tiene muerte cerebral, la hermana de Scarlett, Siobhan, obtiene una orden judicial para interrumpir el soporte vital de Scarlett, pero Scarlett finalmente se recupera de su coma y se reúne con Snake Eyes. Los dos continuarían sirviendo a G.I. Joe, incluso convirtiéndose en miembros del equipo especial Ninja Force.
La siguiente tarea de Scarlett fue fingir que traicionó a los Joes y se unió a Cobra. Como parte de la tapadera, se ve obligada a creer que ha causado la muerte de Stalker y Hawk, los únicos Joes que conocen la verdad detrás de sus motivaciones. Mientras está encubierta, participa en la búsqueda de Destro y Baronesa, y los confronta cuando Snake Eyes y Storm Shadow los rescatan. Para mantener su tapadera, Snake Eyes empala a Scarlett con su espada, pero el ninja Cobra Slice se da cuenta de que, dado que la herida no fue instantáneamente fatal, Snake Eyes había "retirado" su ataque y Scarlett todavía estaba trabajando para el equipo G.I. Joe.
Scarlett y Snake Eyes se tomaron un tiempo libre muy merecido y se quedaron en la cabaña de Snake Eyes en High Sierras. Desafortunadamente, pronto se vieron obligados a volver al servicio para rescatar a Storm Shadow, después de que el Comandante Cobra le lavara el cerebro. Snake Eyes y Scarlett continuarían sirviendo a G.I. Joe hasta su disolución.
El escritor Larry Hama dice que siempre recibió muchos correos electrónicos positivos de lectores femeninos por retratar a Scarlett como "una mujer soldado completamente competente" que "nunca fue tratada de manera diferente a ninguno de los muchachos", en lugar de convertirla en una damisela en apuros.

### Devil's Due Publishing

#### Scarlett: Desclasificado
Este one-shot revela que antes de unirse al equipo G.I. Joe, era miembro del ejército. Se le entrenó más allá de lo que se le permitía recibir a una mujer en ese momento, ya que los generales que armaron a G.I. Joe querían un arma secreta que los enemigos no sospecharan. Se revela que durante su tiempo en la CIA, primero le dan una mini ballesta, que finalmente se convierte en su arma preferida. Además, se revela gran parte de su historia con las artes marciales. Su última misión antes de unirse al equipo de G.I. Joe la enfrenta a Destro por primera vez. Es por la inteligencia que reúne, así como por sus habilidades, que la incorporan al equipo.

#### Reincorporación
Cuando el equipo se reforma en G.I. Joe: A Real American Hero volumen 2, Scarlett firma como comandante de los Greenshirts. Un equipo dirigido por Roadblock, Scarlett, Snake Eyes, Stalker y Gung-Ho sufre bajas en Florida, ya que Scarlett y Snake Eyes son hechos prisioneros por Destro, quien se revela como el hijo de Destro, Alexander, disfrazado de su padre. Los Joes están infectados con nano-ácaros, mientras Hawk envía a Kamakura y Spirit a buscar al hijo del Comandante Cobra, Billy, quien los ayuda a rescatar a Scarlett y Snake Eyes, y Alexander activa el sistema de satélites. Con refuerzos dirigidos por Lady Jaye, los Joes derrotan a Cobra, mientras que Alexander y Mistress Armada son capturados por el verdadero Destro. Snake Eyes le propone matrimonio a Scarlett.
Más tarde, cuando capturan al Comandante Cobra, Destro consolida su poder dentro de la organización Cobra, pero no antes de que el comandante le dispare a Hawk por la espalda. Hawk sobrevive, pero el General Joseph Colton regresa para reemplazar a Hawk como comandante del equipo. Envía a los Joe a Luna Nueva, Colorado, para investigar otro frente de Cobra, pero después de una batalla allí con las fuerzas de Cobra, la ciudad es destruida y G.I. Joe asume la culpa. Varios Joes son arrestados y la lista se corta severamente. Duke y Snake Eyes son rescatados por Scarlett y Storm Shadow, mientras el Comandante Cobra es liberado por los Dreadnoks, y se revela que era Zartan disfrazado.
La organización Red Shadows finalmente da un paso adelante, apuntando a miembros de G.I. Joe y Cobra. Hawk es el objetivo, pero Scarlett, Snake Eyes y Kamakura lo rescatan de Red Shadows. Un informante de G.I. Joe también es asesinado por Dela Eden, quien escapa de Duke y Flint. Dela intenta matar a Flint, pero Lady Jaye la detiene, quien luego es apuñalada por Dela Eden y muere. Dela es capturada por Scarlett, quien forma un plan con Flint y Hawk para investigar la organización Red Shadows, mientras Duke y el general Rey interrogan a Dela. Los Red Shadows rescatan a Dela y Scarlett los sigue hasta Nueva York, donde Flint se ha encargado de vengarse. Flint se niega a matar a Dela, a pesar de que tiene la oportunidad, y el líder de Red Shadows, Wilder Vaughn, escapa. Luego, G.I. Joe es desactivado por orden del presidente, dado que Cobra como organización se ha fracturado, aunque el Comandante Cobra sigue prófugo.

#### America's Elite
Scarlett es parte de una pequeña lista activa en G.I. Joe: America's Elite, cuando el equipo G.I. Joe se reactiva para hacer frente a una nueva amenaza. Ambientada un año después del final de A Real American Hero, Duke, Scarlett y Snake Eyes realizan investigaciones en solitario, mientras que el resto del equipo sigue una pista hasta Puerto Rico. Descubren que los ataques fueron posibles gracias a la operación M.A.R.S. de Destro y rastrean la señal hasta Oregón, donde descubren que un hombre llamado Vance Wingfield está detrás de los ataques.
Snake Eyes regresa y descubre que Scarlett ha sido capturada mientras investigaba Cesspool. Al no poder autorizar una misión de rescate para Scarlett, el General Colton pone al equipo en licencia del servicio activo. Descubren a Scarlett en el submarino de Destro en el Océano Pacífico y logran rescatarla, pero Destro escapa y Snake Eyes muere durante la operación. El Clan Red Ninja, bajo el control de Sei-Tin, roba el cuerpo de Snake Eyes para resucitarlo. Los Joes rastrean a los Red Ninjas hasta China, donde finalmente derrotan a Sei-Tin y devuelven a Snake Eyes a la normalidad. Snake Eyes renuncia a su origen ninja y vuelve a su personalidad de "comando", para gran preocupación de Scarlett. Scarlett es parte de una misión especial a la Antártida, que incluye a Snake Eyes, Stalker y Duke, así como a los reservistas Snow Job, Frostbite y Iceberg.
Durante los eventos de la Tercera Guerra Mundial, cuando el General Colton responde a una amenaza del Comandante Cobra lanzando misiones para capturar a todos los agentes Cobra que aún están en libertad, Snake Eyes y Scarlett capturan a Vypra y luego capturan a Firefly en Japón. El equipo principal se reúne en Priest Lake, Idaho, donde los Joes descubren un plan del Comandante Cobra para hacer estallar armas nucleares en el Amazonas y la Antártida. El equipo se divide y desactiva las armas nucleares en ambos lugares. El Comandante Cobra y The Plague se retiran a una base secreta en los Montes Apalaches, donde fueron entrenados los primeros soldados Cobra. Cuando los Joes atacan la base de los Apalaches, la batalla termina cuando Hawk ataca al Comandante Cobra y lo noquea con un puñetazo en la cara. Como consecuencia, los Joes siguen activos y totalmente financiados.
Hasbro anunció más tarde que todas las historias publicadas por Devil's Due Publishing ya no se consideran canónicas y ahora se consideran una continuidad alternativa.

#### Continuidades alternas

##### G.I. Joe Reloaded
G.I. Joe: Reloaded tiene un enfoque drásticamente diferente a la creación de G.I. Joe. Scarlett todavía está trabajando con su padre y sus hermanos, cuando recibe un paquete misterioso y muere por el contenido venenoso. Más tarde se une al nuevo equipo y, finalmente, lidera al equipo en su misión final para liberar a Hawái después de que Cobra se haga cargo, antes de que el Ejército de los Estados Unidos bombardee el estado. En esta realidad, Snake Eyes no es miembro de G.I. Joe, pero se ve suspirar por Scarlett desde lejos.

##### G.I. Joe vs. Transformers
Esta serie publicada por Devil's Due, está compuesta por cuatro miniseries que narran un nuevo origen para el equipo G.I. Joe, el cual se forma como un equipo de misiones especiales para defender la Tierra contra Cobra, que tiene tecnología Cybertroniana. Como parte de esto, Scarlett es uno de los pocos Joes que opera un robot mecánico gigante propio. En la tercera miniserie, se muestra que Scarlett tiene una relación con Snake Eyes. Se la muestra brevemente en la cuarta miniserie como miembro del equipo G.I. Joe.

### Editorial IDW
En 2009, IDW Publishing se hizo cargo de la licencia de G.I. Joe y lanzó una nueva serie de cómics de G.I. Joe.
En la continuidad de IDW Publishing, Scarlett fue una de las primeras Joes, trabajando junto a Duke en su misión de debut. En la actualidad, ha sido ascendida a coronel. 

## Serie animada

### Sunbow
Scarlett apareció en la serie animada original G.I. Joe, con la voz de la actriz B. J. Ward. Scarlett apareció por primera vez en la miniserie "The MASS Device". Fue retratada como la típica miembro femenina dura del equipo, inteligente y de voluntad fuerte.
Scarlett apareció en uno de los anuncios de servicio público de la serie, diciéndole a una niña que no se rindiera en aprender a esquiar en el agua.

#### G.I. Joe: The Movie
Como muchos de los personajes de las temporadas anteriores, Scarlett apareció brevemente en la película animada de 1987 G.I. Joe: The Movie. Ella está presente en las batallas por el Broadcast Energy Transmitter (BET). También se la ve sosteniendo a Duke gravemente herido cuando cae en coma.

### DiC
Scarlett hizo un cameo por primera vez en la primera temporada del episodio de G.I. Joe de DiC "The Mind Mangler", parte de los recuerdos de Duke. Apareció principalmente con una variación de su atuendo de 1982, en un esquema de color diferente. En la segunda temporada de la serie DIC, tuvo papeles importantes en los siguientes episodios: "Chunnel", "The Sword", "Long Live Rock and Roll" (dos partes), "Messenger from the Deep" y "Shadow of a Duda", con la voz de Suzanne Errett-Balcom.

### Directo a películas de video
Scarlett fue miembro del equipo de G.I. Joe en ambas películas directas a video, G.I. Joe: Spy Troops y G.I. Joe: Valor vs. Venom. Estas películas están más asociadas con la continuidad en Sigma Six y no parecen tener ningún vínculo directo con la continuidad animada anterior. En Spy Troops, Scarlett sirve como segunda al mando del equipo. Zartan la toma como rehén cuando roba un helicóptero. Más tarde es rescatada por Snake Eyes y el equipo. En ambas películas, Scarlett tiene la voz de Lisa Ann Beley.

### G.I. Joe: Resolute
La serie  G.I. Joe: Resolute parte de representaciones recientes de tecnología futurista, adoptando una versión más "realista" de la franquicia. En la serie, se indica que Scarlett ha tenido relaciones románticas en el pasado con Duke y Snake Eyes. Scarlett tiene la voz de Grey DeLisle.

### G.I. Joe: Renegades
En G.I. Joe: Renegades, Scarlett es interpretada por Natalia Cigliuti. Es oficial comisionada con el grado de Subteniente en lugar de Sargento como en otras continuidades, y trabaja en Inteligencia del Ejército. Su puesto en la inteligencia del ejército fue originalmente un analista de procesamiento de información de escritorio, lo que la llevó a estudiar y practicar ninjistu para demostrar que era capaz de realizar un trabajo de campo real. Su historial de información detallada apoya bien al equipo. Su primera asignación de campo da como resultado que ella y sus asociados descubran la verdad de Cobra y se conviertan en los Renegados. Su maestro ninja Snake Eyes la sigue una vez que se ve obligada a huir.
En el episodio "Revelations, Part 1", se reveló que su padre, Patrick O'Hara, era un extrabajador de Industrias Cobra, quien murió en una explosión que él provocó para evitar que Industrias Cobra usara su dispositivo MASS para sus propios fines. Después de un encuentro con el fantasma de su padre, Scarlett vuelve a visitar la casa de su padre en Atlanta, donde descubre la verdad sobre la muerte de su padre a través de Snake Eyes. Se revela que la piedra roja en el relicario de Scarlett juega un papel clave en el complot de Industrias Cobra para activar el dispositivo MASS. Cuando las Bio-Vipers atacaron la casa, Baronesa noquea a Scarlett y le roba el relicario. En "Revelations, Part 2", Scarlett se entera de que Snake Eyes conoció brevemente a su padre y le prometió cuidar a su hija.
En una entrevista con el escritor Henry Gilroy, Gilroy declaró que la relación entre Scarlett y Snake Eyes evolucionaría a medida que avanza la serie.

## Sigma 6
En la serie G.I. Joe: Sigma 6, Scarlett es especialista en contrainteligencia, piloto de helicóptero y segunda al mando de Duke. Esta versión de Scarlett parece más joven (aunque eso puede deberse al estilo artístico influenciado por el anime de Sigma 6). Scarlett también parece tener un borde más áspero, ya que explica que no ha usado un vestido desde el baile de graduación. Su voz fue expresada por Amy Birnbaum durante los primeros 8 episodios, pero luego es expresada por Veronica Taylor.
Sigma 6 también fue una miniserie de 6 números lanzada por Devils Due, con conexión directa a la serie de televisión animada. Al igual que la serie de televisión animada, esta línea cómica no se relaciona con la continuidad del universo original de G.I. Joe. Scarlett aparece como la estrella principal del número 4, donde se enfrenta a la Baronesa.
Aunque es miembro del equipo Sigma 6 en la serie animada, Scarlett no se creó como figura para la línea de juguetes de 8 pulgadas. Fue lanzada en 2006 como miembro de la línea de figuras de 2 1/2 pulgadas con un helicóptero en el set "Mission: Copter Countdown".

## Película de acción real

### G.I. Joe: The Rise of Cobra
Rachel Nichols interpreta a Scarlett en la película de acción real G.I. Joe: The Rise of Cobra. En la película, Scarlett se graduó de la universidad a los 12 años y se convirtió en la experta en inteligencia del equipo. Dejó la escuela tan temprano que no entiende la atracción de los hombres hacia ella. Su arma preferida es una ballesta compuesta de aleación sólida guiada por láser 15P con alcance.
Scarlett es parte del equipo que rescata a Duke y Ripcord, luego de que su convoy fuera emboscado por la baronesa. Durante el entrenamiento de Duke y Ripcord para ser miembros de G.I. Joe, Scarlett supervisa su prueba de tiro. Ripcord hace avances hacia ella, pero ella los rechaza, incluso diciéndole que las atracciones son emociones que no se basan en la ciencia y que, en su opinión, si algo no se puede cuantificar o demostrar que existe, no es así.
Durante el ataque de Cobra a El Pozo, Scarlett lucha contra la Baronesa, quien la deja inconsciente y le roba las ojivas de nanomites. Ella ayuda en la búsqueda de la Baronesa y Storm Shadow en París. La motocicleta que conduce se destruye durante la persecución, pero es salvada por Ripcord. Después de que Cobra destruye la Torre Eiffel con una ojiva de nanomitas, Scarlett, Ripcord, Heavy Duty y Breaker son arrestados por las autoridades francesas que creen incorrectamente que son los responsables.
Después de que los Joes localizan la base secreta del líder de Industrias M.A.R.S., James McCullen, y vuelan allí, Scarlett se infiltra en la base junto con Breaker y Snake Eyes. Ella ayuda a Ripcord a localizar y destruir las ojivas de M.A.R.S. y le devuelve sus sentimientos besándolo. Tras la victoria de Joes sobre Cobra, Scarlett confiesa sus sentimientos hacia Ripcord y se une a los otros Joes para su próxima misión.
En G.I. Joe: Operation H.I.S.S., la secuela cómica de la película, Scarlett es secuestrada por Cobra. Snake Eyes se preocupa y va a rescatarla.

### Snake Eyes
Scarlett es interpretada por Samara Weaving en la película de 2021 Snake Eyes, que se establece en una continuidad alterna. Ella es una comandante de las Fuerzas Especiales de EE. UU. que trabaja en operaciones encubiertas y Tommy Arashikage la llama para que la respalde cuando este último se entera de que el agente Cobra, Kenta, está en Japón planeando una guerra contra el Clan Arashikage. Scarlett le dice a Tommy que ha estado espiando a la Baronesa, una vieja amiga suya, y le informa sobre las actividades terroristas de la Baronesa. Scarlett llega cuando Kenta está atacando al clan y lucha contra la Baronesa, antes de formar una breve alianza después de que Kenta traiciona a la Baronesa. Kenta finalmente es derrotado gracias a los esfuerzos combinados de Scarlett, el clan Arashikage, Snake Eyes y Baronesa. Después de la batalla, Scarlett le revela a Snake Eyes que su padre era de G.I. Joe y lo recluta para su causa.

## En otros medios
Scarlett es uno de los personajes destacados en el juego de computadora G.I. Joe: A Real American Hero de 1985. También aparece como un personaje jugable en el videojuego arcade G.I. Joe de 1992. Scarlett aparece como un personaje jugable en el videojuego G.I. Joe: The Rise of Cobra y G.I. Joe: Operation Blackout.
Scarlett aparece en el episodio de Community "G.I. Jeff", con la voz de Mary-McDonald Lewis.